# ジョシュ・マクラウド
ジョシュ・マクラウド（Josh Macleod、1996年10月27日 - ）は、モナコ生まれのウェールズ代表資格を持つラグビー選手。ユナイテッド・ラグビー・チャンピオンシップのスカーレッツに所属している。

## 経歴
ウェールズ人の両親がモナコに暮らしている時に、モナコのモンテカルロで生まれた。5歳の時、家族はウェールズのペンブルックシャーに移る。
2012-13シーズンにU16スカーレッツ代表でデビューし、その後すぐにU16ウェールズ代表にも選出された。
2015年9月、ラネリーRFCでデビューを果たし、その後、スカーレッツデビューを果たした。
2016年、U20ウェールズ代表として3試合に出場した。
2020年10月、ウェールズ代表メンバーに選出されたが、負傷のため出場できなかった。2021年1月、シックス・ネイションズに出場するウェールズ代表メンバーに選出されたが、練習中に負傷し、出場できなかった。
2022年11月19日、ウェールズ代表先発8番でジョージア戦に出場し、代表初キャップを獲得した。
2023-24シーズン・2024-25シーズンでは、スカーレッツのキャプテンを務める。